# Israel Wanagalya
Israel Wanagalya (13 agosto 1998) è un giocatore di badminton ugandese.

## Palmarès
- Campionati africani

Kampala 2021: bronzo nel doppio maschile